# Fireball (Lied)
Fireball (engl. für: ‚Feuerball‘) ist ein Lied der britischen Hard-Rock-Band Deep Purple. Der Song wurde als Eröffnungsstück für das gleichnamige Studioalbum Fireball verwendet und gemeinsam mit Demon’s Eye auch als Single ausgekoppelt.

## Legalität
Fireball erreichte im Jahre 1971 Platz 15 in den britischen Singlecharts. Charakteristisch ist sein mittels Doublebass erreichtes schnelles, treibendes Tempo, das bei seiner Veröffentlichung im Jahre 1971 noch nahezu unbekannt war. Aufgrund dieses Stils und des Patterns von Ian Paices Schlagzeug gilt Fireball als Vorläufer des Speed Metal und für Heavy-Metal-Bands wie Judas Priest, Motörhead und Metallica. Die Zeitschrift Ultimate Classic Rock listete Fireball auf Platz 4 der Top 10 Deep Purple Songs.

## Hintergrund
Fireball entstand, im Unterschied zu einigen anderen Albumtiteln, die zuvor im Laufe eines zweiwöchigen Aufenthaltes der Band an der Nordküste von Cornwall geschrieben wurden, am 23. Februar 1971 nach einem Konzert in Purley.
Der Song startet mit einem kaum drei Sekunden anhaltenden Geräusch der Studiolüftung, die Deep Purples Produzent Martin Birch betätigt. Danach eröffnet der Schlagzeuger Ian Paices Doublebass-Intro das Stück, dem es zwar an einem markanten Gitarrensolo mangelt, aber durch Jon Lords Orgelsolo eine charakteristische Melodie erhält. Die Grundzüge von Fireball basieren, wie später auch Stormbringer, auf dem Riff von Speed King. Ian Gillans „treibender und beißender“ Gesang bildet einen weiteren Höhepunkt in diesem Song. Im Schlussteil des Stücks spielt Ian Gillan Tamburin.
Fireball wurde in den Jahren 1971 und 1972 als Zugabe bei Deep Purples Konzerten gespielt. Hierbei wurde von einem Roadie eine zweite Basstrommel installiert, damit Ian Paice mehr Kraft beim „Anschlag“ hatte. Spätestens nach der Auflösung der „klassischen“ Mark-II-Besetzung im Jahre 1973 verlor Fireball seinen Platz im Liverepertoire der Gruppe. Fireball wurde 1994 erneut in das Liveprogramm zurückgeholt und diente während der Purpendicular-Tour 1996/97 als Eröffner bei den Konzerten, auch danach war es immer wieder Bestandteil, so zum Beispiel 2008/09/10, sowie erneut als Eröffner 2012/13.

## Wissenswertes
- Fireball weist eine ähnliche Liedstruktur bzw. Rhythmus wie der Song Rock Star von der kanadischen Rockband Warpig aus dem Jahr 1970 auf,[6] die auch des Öfteren im Vorprogramm von Deep Purple spielten.
- Auf der „25th Anniversary Edition“ aus dem Jahre 1996 wurde auf dem gleichnamigen Studioalbum eine 4:09-minütige Instrumentalfassung unter dem Titel Fireball (Take 1 – Instrumental) veröffentlicht. Hierbei ist ab dem Ende der ursprünglichen Version bei 3:30 ein Gitarrensolo von Ritchie Blackmore zu hören.
- Bei der Aufnahme dieses Tracks entschied sich Ian Paice für ein Double Bass-Drum Setup. Mit nur einer Bassdrum ging er ins Studio nebenan und lieh sich die Bassdrum von der Band aus, die dort ihre Ausrüstung aufgestellt hatte. Es stellte sich heraus, dass es Keith Moons Bassdrum war, als The Who das Studio nebenan benutzte, um Who’s Next aufzunehmen.

## Coverversion
- Im Jahre 1973 produzierte die irische Rockband Thin Lizzy unter dem Namen Funky Junction ein Album, das Coverversionen von Deep-Purple-Songs, darunter auch Fireball beinhaltete.[7]
- 1994 coverten Don Dokken und Reb Beach den Song für das Album Smoke on the Water - A Tribute to Deep Purple.
- 1995 erschien Fireball in tschechischer Sprache auf Arakains Album Legendy.

## Weblink
- Fireball in “Deep Purple Song Lyrics” auf “The Highway Star”